# Stor kamgälsnäcka
Stor kamgälsnäcka (Valvata piscinalis) är en snäckart som först beskrevs av Otto Friedrich Müller 1774. Stor kamgälsnäcka ingår i släktet Valvata och familjen kamgälsnäckor. Arten är reproducerande i Sverige. Inga underarter finns listade i Catalogue of Life.
Utbredningsområdet sträcker sig över hela Europa och fram till västra Sibirien samt Centralasien. Denna snäcka introducerades i Québec och Ontario (Kanada) samt i delstaterna Ohio, Vermont, Minnesota, Wisconsin, New York och Pennsylvania (USA). Habitatet utgörs av stående vattenansamlingar med sötvatten och av vattendrag med låg vattenflöde.
Honor lägger upp till 150 ägg per tillfälle som fästas vid växter och de kan fortplanta sig flera gånger per år. Könsmognaden infaller efter ungefär ett år och de äldsta individer lever nästan två år (21 månader). Denna snäcka är värd för plattmasken Echinoparyphium recurvatum.
För beståndet är inga hot kända. I två insjöar i Nederländerna registrerades cirka 5000 exemplar per kvadratmeter. I Polen var arten inte lika talrik med 67 individer per kvadratmeter. IUCN listar stor kamgälsnäcka som livskraftig (LC).

## Bildgalleri

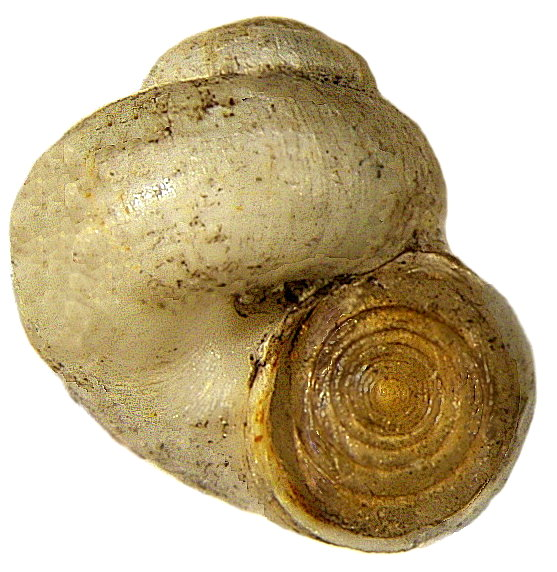